# Ljubow Bassowa
Ljubow Walerijiwna Bassowa, geb. Schulika (ukrainisch Любов Валеріївна Басова (Шуліка), englisch Lyubov Basova (Shulika); * 16. Juli 1987 in Scharapaniwka, Oblast Winnyzja, Ukrainische SSR, Sowjetunion) ist eine ukrainische Bahnradsportlerin, die sich auf Kurzzeitdisziplinen spezialisiert hat.

## Sportliche Laufbahn
2005 wurde Ljubow Schulika in Fiorenzuola d’Arda zweifache Junioren-Europameisterin im Sprint und im 500-Meter-Zeitfahren, im Keirin wurde sie Vize-Europameisterin. Im selben Jahr wurde sie in Wien Junioren-Weltmeisterin. 2006 wurde sie in Gent Junioren-Weltmeisterin im Sprint und Vize-Weltmeisterin im Zeitfahren, bei den Junioren-Europameisterschaften im selben Jahr erringt sie drei Titel, im Sprint, im Keirin und im Zeitfahren. 2007 wurde sie erneut Europameisterin im Sprint.
Seit 2008 startet Schulika in der Elite-Klasse. Bei den UCI-Bahn-Weltmeisterschaften 2008 in Manchester errang sie gemeinsam mit Switlana Haljuk und Lessja Kalytowska die Silbermedaille in der Mannschaftsverfolgung. Bei der Bahn-WM 2010 konnte sie keine vorderen Plätze belegen. 2011, bei der WM in Apeldoorn, wurde sie Fünfte im Sprint und jeweils Achte im Keirin sowie im Teamsprint (mit Iryna Papeschuk). Bei den UEC-Bahn-Europameisterschaften 2011 wurde sie Europameisterin im Sprint und Vize-Europameisterin im Teamsprint, mit Olena Zjos.
Beim Bahnrad-Weltcup 2011/12 belegte Schulika mehrfach vordere Plätze, so gewann sie den Sprint in Astana und belegte im Teamsprint zweimal einen zweiten Platz. Bei den UCI-Bahn-Weltmeisterschaften 2012 in Melbourne wurde sie Vierte im Sprint.
2016 wurde Ljubow Bassowa für die Teilnahme an den Olympischen Spielen in Rio de Janeiro nominiert, wo sie im Keirin Platz fünf belegte. 2017 gewann sie den Gesamtwertung im Keirin des Bahnrad-Weltcups 2016/17, beim Lauf des Weltcups 2017/18 in Santiago de Chile entschied sie den Sprint sowie mit Olena Starykowa den Teamsprint für sich. Bei den UEC-Bahn-Europameisterschaften 2017 errang sie Bronze im Keirin. Im Jahr darauf holte sie  bei den Europameisterschaften mit Starykowa Silber im Teamsprint.
2019 entschied Bassowa die Gesamtwertung im Keirin des Bahnrad-Weltcups für sich, bei den Europameisterschaften 2020  errang sie mit Olena Starykowa und Oleksandra Lohwynjuk Bronze im Teamsprint. 2021 startete sie bei den Olympischen Spielen in Tokio in drei Disziplinen, im Sprint (23.), im Keirin (6.) und mit Starykowa im Teamsprint (8.).

## Privates
Am 29. September 2012 heiratete sie Oleksandr Bassow.

## Erfolge
2005
- Junioren-Weltmeisterschaft – 500-Meter-Zeitfahren
- Junioren-Europameisterin – Sprint, 500-Meter-Zeitfahren
- Junioren-Europameisterschaft – Keirin

2006
- Junioren-Weltmeisterin – Sprint
- Junioren-Weltmeisterschaft – 500-Meter-Zeitfahren
- Junioren-Europameisterin – Sprint, Keirin, 500-Meter-Zeitfahren

2007
- Bahnrad-Weltcup in Peking – Mannschaftsverfolgung (mit Switlana Haljuk und Lessja Kalytowska)
- Europameisterin (U23) – Sprint
- Europameisterschaft (U23) – Keirin

2008
- Weltmeisterschaft – Mannschaftsverfolgung (mit Switlana Haljuk und Lessja Kalytowska)
- Bahnrad-Weltcup in Melbourne – Sprint
- Europameisterschaft (U23) – Keirin
- Ukrainische Meisterin –  Sprint, 500-Meter-Zeitfahren

2010
- Europameisterschaft – Keirin

2011
- Bahnrad-Weltcup in Peking – Sprint
- Bahnrad-Weltcup in Astana – Sprint
- Europameisterin – Sprint
- Europameisterin – Teamsprint (mit Olena Zjos)

2012
- Bahnrad-Weltcup in Peking – Mannschaftsverfolgung (mit Switlana Haljuk und Jelysaweta Botschkarjowa)

2014
- Ukrainische Meisterin – Teamsprint (mit Olena Zjos)

2015
- Ukrainische Meisterin – Sprint, 500-Meter-Zeitfahren, Teamsprint (mit Olena Starykowa)

2016
- Bahnrad-Weltcup in Apeldoorn – Keirin
- Europameisterin – Keirin
- Ukrainische Meisterin – Teamsprint (mit Walerija Salisna)

2017
- Bahnrad-Weltcup 2016/17 – Gesamtwertung Keirin
- Weltcup in Santiago de Chile – Sprint, Teamsprint (mit Olena Starykowa)
- Europameisterschaft – Keirin
- Ukrainische Meisterin – Sprint, Keirin, Teamsprint (mit Darina Martinjuk)

2018
- Europameisterschaft –  Teamsprint (mit Olena Starykowa)
- Ukrainische Meisterin – Teamsprint (mit Olena Zjos)

2019
- Ukrainische Meisterin – Keirin, Teamsprint (mit Olena Starykowa, Daryna Martinjuk und Oleksandra Lohwynjuk)
- Bahnrad-Weltcup 2019/20 – Gesamtwertung Keirin

2020
- Europameisterschaft –  Teamsprint (mit Olena Starykowa und Oleksandra Lohwynjuk)

2021
- Ukrainische Meisterin – Sprint, Keirin